# Wetteritz
Wetteritz ist ein Dorf im Landkreis Leipzig in Sachsen. Politisch gehört der Ort seit 2012 zu Grimma. Er liegt an der Kreisstraße 8333 zwischen Draschwitz und Göttwitz.
Urkundlich wurde Wetteritz 1378 das erste Mal als „Wettericz (RDMM 235)“ genannt. Weitere Nennungen waren:
- 1421: Wetericz
- 1529: Wetteritz

Am 1. Januar 1952 wurde Wetteritz nach Göttwitz eingemeindet. Am 1. Januar 1974 wurde die Gemeinde Göttwitz nach Mutzschen eingegliedert. Mit Eingemeindung von Mutzschen nach Grimma am 1. Januar 2012, ist Wetteritz seither ein Gemeindeteil von Letzterem.

## Entwicklung der Einwohnerzahl
| Jahr | Einwohner                                   |
| ---- | ------------------------------------------- |
| 1551 | 09 besessene Mann, 7 Inwohner, 12 1⁄2 Hufen |
| 1764 | 06 besessene Mann, 2 Gärtner, 5 Hufen       |
| 1834 | 96                                          |

| Jahr | Einwohner |
| ---- | --------- |
| 1871 | 112       |
| 1890 | 086       |
| 1910 | 091       |

| Jahr | Einwohner |
| ---- | --------- |
| 1925 | 088       |
| 1939 | 079       |
| 1946 | 119       |